# Organy kościoła św. Bartłomieja w Pasłęku

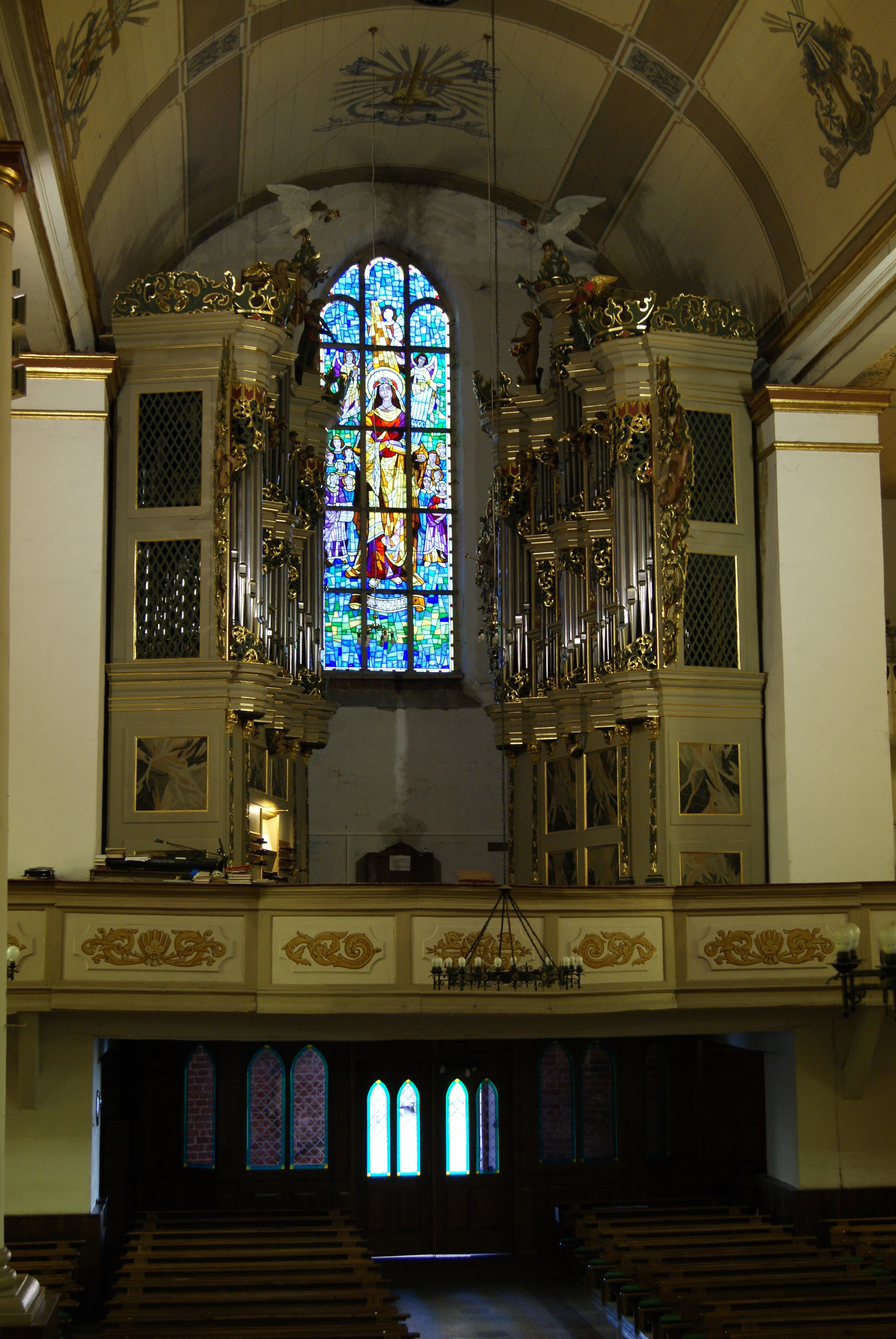
Prospekt organów Andreasa Hildebrandta w kościele św. Bartłomieja w Pasłęku

Organy kościoła św. Bartłomieja w Pasłęku – 36-głosowe organy zbudowane w latach 1717–1719 w kościele św. Bartłomieja w Pasłęku. Instrument ten, będący dziełem Andreasa Hildebrandta z Gdańska, został odrestaurowany w latach 2010–2013 przez Orgelwerkstatt Wegscheider z Drezna. Są to największe barokowe organy na północy Polski, prezentujące się po renowacji i rekonstrukcji w swoim oryginalnym kształcie brzmieniowym i technicznym.

## Historia organów w kościele św. Bartłomieja w Pasłęku[1][2]
Około 1550 stary pozytyw z kościoła św. Bartłomieja został sprzedany organiście z Elbląga, zaś w 1580 r. w kościele zainstalowano nowy pozytyw. W 1597 nowe organy zbudował organmistrz Joachim Zickermann z Królewca, szafę organową ozdobił snycerką rzeźbiarz Asman Möller z Lubeki, zaś malował i złocił ją Włoch Alexander Daurin (Darin).
W latach 1717–1719 nowe organy zbudował Andreas Hildebrandt z Gdańska (był to pierwszy tak duży instrument z jego warsztatu), przy współpracy elbląskiego rzeźbiarza, z wykorzystaniem niektórych części starych organów z 1597 r. Instrument został ustawiony w dwóch niezależnych szafach organowych w taki sposób, iż w szafie południowej miejsce znalazł mechanizm obu sekcji manuałowych, w północnej zaś obie sekcje pedałowe. Podobne rozwiązanie Hildebrandt znał z kościoła św. Trójcy w Gdańsku, dla którego kaplicy św. Anny w 1710 r. budował nowe organy. Główne organy kościoła św. Trójcy, których trzon pochodził jeszcze z XVII w., posiadały dwie ustawione obok siebie szafy organowe, z których jedna – dodana w 1703 r. – zawierała wyłącznie rejestry pedałowe. 28 maja 1719 (Zielone Świątki) poświęcono nowe organy.
24 kwietnia 1750 podpisana została umowa na demontaż, naprawę i powtórne zainstalowanie organów w kościele (w związku z pracami budowlanymi w kościele św. Bartłomieja) z uprzywilejowanym organmistrzem Christophem Heinrichem Obuchem. 4 kwietnia 1752 Christoph Heinrich Obuch ukończył prace przy organach. Z 25 lipca 1783 pochodzi kosztorys Christopha Heinricha Obucha na kolejną renowację organów. Proponowane w 1783 r. prace zostały ukończone pod koniec 1784 r.
W połowie roku 1806 naprawę organów przeprowadził Johann Friedrich Frost.
1 sierpnia 1861 podpisana została umowa z organmistrzem Gustavem Zieglerem z Malborka na naprawę organów, w Oberwerku Salicional 4' został przerobiony na głos 8' poprzez dodanie nowych piszczałek w oktawie basowej, zainstalowany został drewniany głos Lieblich Gedacktflöte 16', rejestry Kurtzflöte 8' oraz Sesquialtera 2fach zostały usunięte; całe organy, które do tej pory nastrojone były w Chortonie, zostały nastrojone o pół tonu niżej poprzez inne podwieszenie traktury, zainstalowane zostały także nieistniejące pierwotnie w organach połączenia obu manuałów; oryginalne tabliczki z nazwami rejestrów zostały zaklejone nowymi (wykonanymi na czerwonym safianie ze złotymi literami).
29 grudnia 1864 kantor Grabowski wymienił w liście do superintendenta brakujące piszczałki organów: w manuale D i F w głosie Trompet 8', H w głosie Octaf 2' oraz Es w głosie Rohr Flöte 4'; w Oberwerku Es w głosie Principal 4'; w pedale Cis w głosie Trompet 8' oraz Cis w głosie Schalmey 4'.
W 1881 przebudowę organów zrealizował organmistrz August Terletzki, obejmowała ona budowę nowych klawiatur o zasięgu C-f³ (zasięg wiatrownic pozostał niezmieniony, zaś dodatkowe klawisze były nieme), rejestr Vox humana 8' został zastąpiony głosem Geigenprinzipal 8', głos Schalmose 8' został usunięty, dyszkanty rejestrów Viola di Gamba 8', Salicional 8' oraz część mikstury zostały wykonane od nowa.
Po roku 1881 następca Terletzkiego, Wittek z Elbląga, przeprowadzał regularne strojenia i opiekował się organami.
W latach 1928–1919 zrealizowana została pneumatyzacja i przebudowa organów wykonana przez firmę Sauer z Frankfurtu nad Odrą, przy zachowaniu starych piszczałek oraz wiatrownic Hauptwerku i Oberwerku.
W ostatnich dniach II wojny światowej organy zostały częściowo rozszabrowane, następnie między 1950 i 1975 r. uzupełnione piszczałkami cynkowymi wykonanymi przez polskie firmy organmistrzowskie. W wyniku tych prac organy stały się sprawne, ale także rozwarstwione pod względem stylistycznym i brzmieniowym. Silne zabrudzenie, naturalne zużycie części skórzanych, brak regularnej opieki nad instrumentem oraz nieprofesjonalne próby naprawy sprawiły, iż organy stały się praktycznie nieme.
Konieczność przeprowadzenia remontu wynikała z bezpośredniego zagrożenie statyki organów, całkowitej niesprawności mechanizmu, materiałowej i brzmieniowej niejednolitości głosów oraz zaatakowania obiektu przez owady.
W roku 2009 opracowano ekspertyzę konserwatorską, powołano komisję organową i zaangażowano konsultantów z Polski i z Niemiec (ekspertów działających w stowarzyszeniu Baltisches Orgel Centrum e.V. w Stralsundzie oraz w Akademii Muzycznej im. Grażyny i Kiejstuta Bacewiczów w Łodzi). Przeprowadzono wstępne badania porównawcze na innych zachowanych jeszcze częściowo XVIII-wiecznych organach Andreasa Hildebrandta i jego uczniów.
Po zatwierdzeniu zakresów prac oraz wybranych wykonawców prac w urzędzie konserwatorskim, przystąpiono do organizacji funduszy. W roku 2010 przeprowadzono I etap prac przy organach polegający na całkowitej renowacji prospektu organowego i miechów, jak również demontażu oraz szczegółowej dokumentacji wnętrza instrumentu. W 2011 roku przeprowadzono II etap polegający na pierwszych pracach związanych z konserwacją i rekonstrukcją wnętrza organów. W 2012 r. przeprowadzono etap III prac, natomiast w 2013 r. etap IV – finalizujący projekt.
Dzięki wsparciu fundacji Ministerstwa Kultury i Dziedzictwa Narodowego, Urzędu Miasta Pasłęka, Urzędu Marszałkowskiego Województwa Warmińsko-Mazurskiego, fundacji Hermann-Reemtsma-Stiftung z Hamburga i wielu innych sponsorów udało się powierzyć projekt renowacji instrumentu warsztatowi restauratora organów Kristiana Wegscheidera z Drezna, który prace wykonywał wspólnie z polskim organmistrzem Szymonem Januszkiewiczem. Inauguracja organów miała miejsce w czerwcu 2013 r.

## Dyspozycja organów Andreasa Hildebrandta (stan z 1719 r. i 2013 r.)[3]
| Manual (manuał II) C–c³ |               |       |
| 1.                      | Quintatön     | 16′   |
| 2.                      | Principal     | 8′    |
| 3.                      | Quintatön     | 8′    |
| 4.                      | Hol Flöte     | 8′    |
| 5.                      | Gedackt Flöte | 8′    |
| 6.                      | Viol di Gamba | 8′    |
| 7.                      | Octaf         | 4′    |
| 8.                      | Rohr Flöte    | 4′    |
| 9.                      | Quinta        | 2⅔′   |
| 10.                     | Octaf         | 2′    |
| 11.                     | Tertie        | (1⅗′) |
| 12.                     | Mixtur        | 4fach |
| 13.                     | Trompet       | 8′    |

| Ober Werck (manuał I) (B1, H1), C–c³ |                 |       |
| 1.                                   | Flöte douce Gd. | 8′    |
| 2.                                   | Kurtz Flöte     | 8′    |
| 3.                                   | Principal       | 4′    |
| 4.                                   | Fleute douce    | 4′    |
| 5.                                   | Salicinal       | 4′    |
| 6.                                   | Nasat           | 2⅔′   |
| 7.                                   | Octaf           | 2′    |
| 8.                                   | Traverse        | 2′    |
| 9.                                   | Sesquialter     | 2fach |
| 10.                                  | Schalmose       | 8′    |
| 11.                                  | Vox humana      | 8′    |

| Pedal C–d1 |                |       |
| 1.         | Unter Bas Off. | 16′   |
| 2.         | Unter Bas Ged. | 16′   |
| 3.         | Quïnta         | 10⅔′  |
| 4.         | Principal      | 8′    |
| 5.         | Hoflöte        | 8′    |
| 6.         | Octav          | 4′    |
| 7.         | Octaf          | 2′    |
| 8.         | Nacht Horn     | 2′    |
| 9.         | Rausch Quinta  | 2fach |
| 10.        | Fagot          | 16′   |
| 11.        | Trompeten bas  | 8′    |
| 12.        | Schalmey       | 4′    |

| Urządzenia dodatkowe |                             |        |
| 1.                   | Sperrventil Manual          |        |
| 2.                   | Sperrventil Ober Werck      |        |
| 3.                   | Sperrventil Pedal-Unterlade |        |
| 4.                   | Sperrventil Pedal-Oberlade  |        |
| 5.                   | Tremulant                   |        |
| 6.                   | Glockenstern                | [ ab ] |
| 7.                   | Transposition Ober Werck    | [ ac ] |

Ciśnienie powietrza: 64 mm słupa wody
Temperacja stroju: Neidhardt große Stadt (1724)
Wysokość stroju: a1 465 Hz przy 18 °C

## Festiwal organowy i inne działania wokół organów Andreasa Hildebrandta
Przy odrestaurowanych organach Hildebrandta odbywa się Festiwal Muzyki Organowej i Kameralnej oraz Letnia Akademia Organowa.

## Galeria

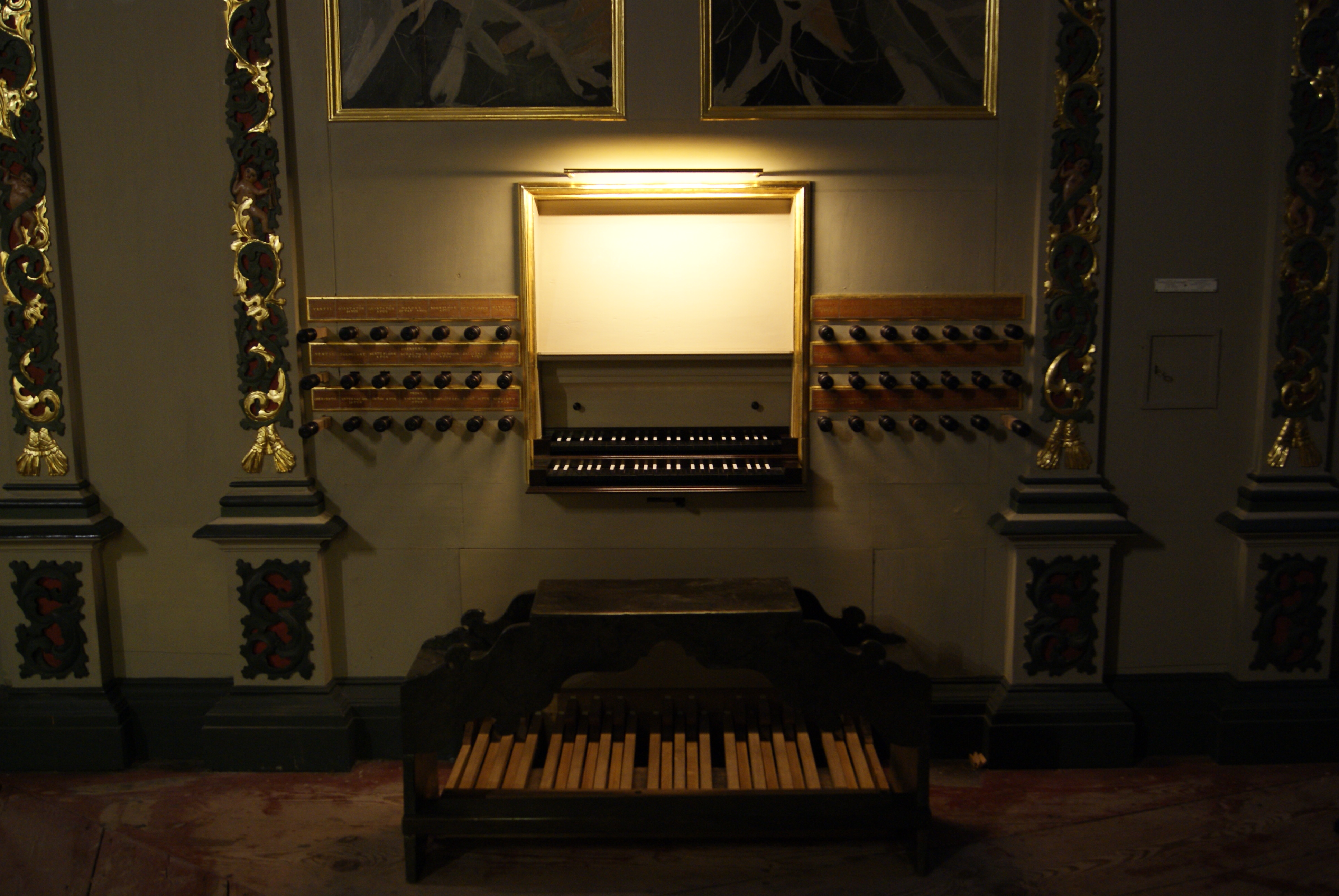
Stół gry organów Andreasa Hildebrandta w kościele św. Bartłomieja w Pasłęku
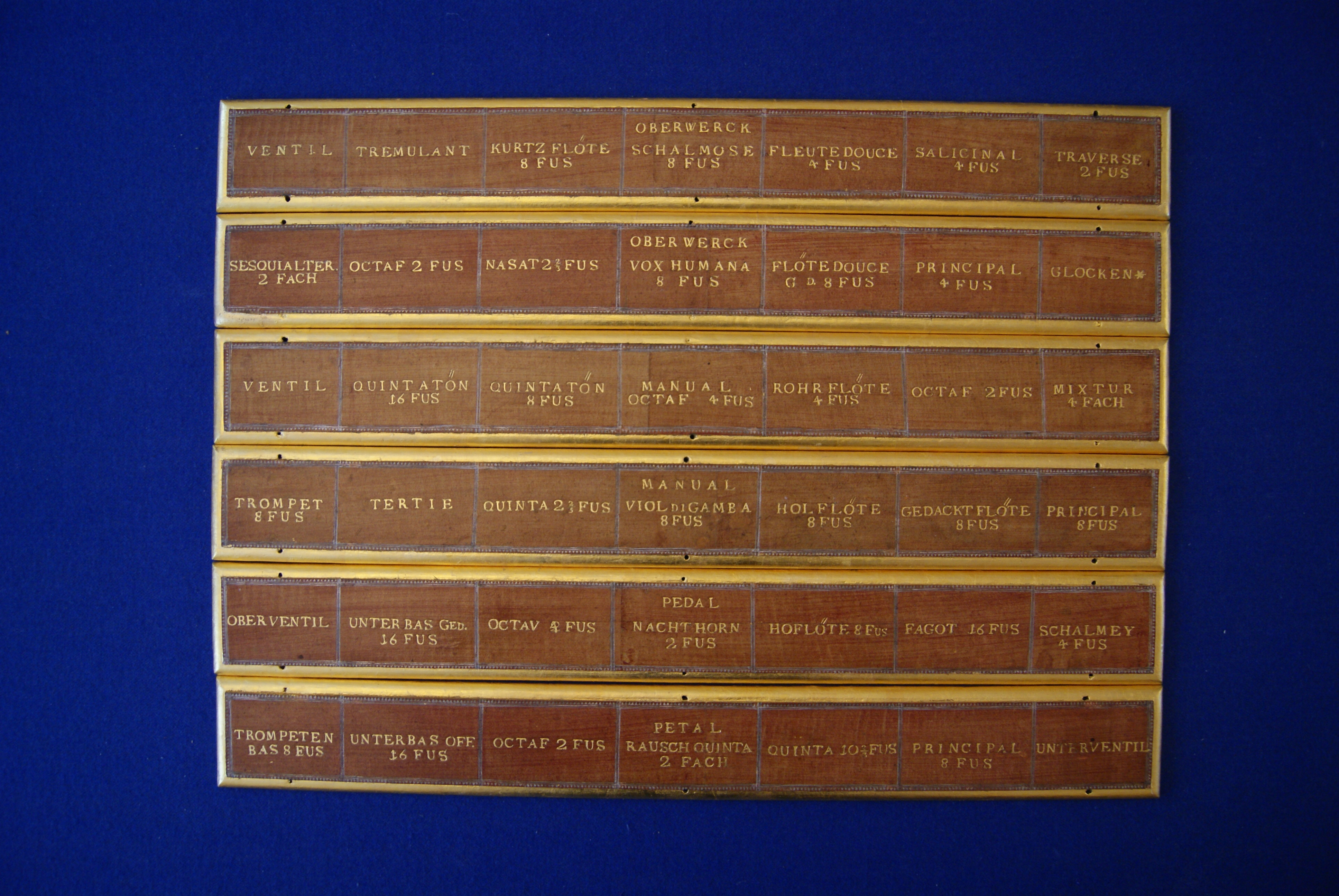
Oryginalne tabliczki z nazwami rejestrów organów Andreasa Hildebrandta w Pasłęku
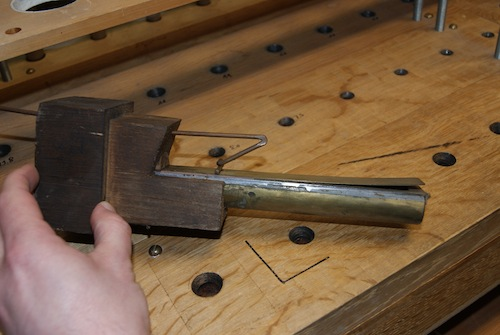
Elementy piszczałek rejestru Fagot 16'
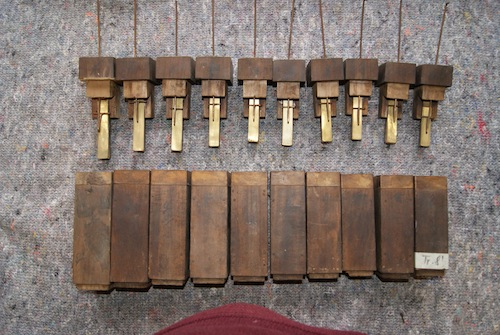
Elementy piszczałek rejestru Fagot 16'
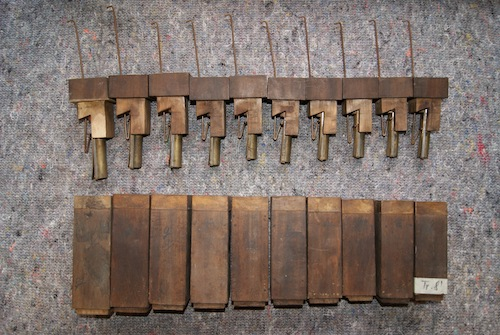
Elementy piszczałek rejestru Fagot 16'
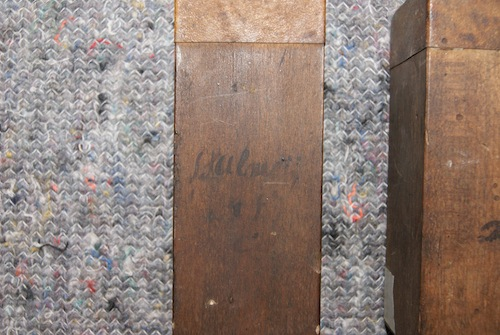
Elementy piszczałek rejestru Schalmei 4'
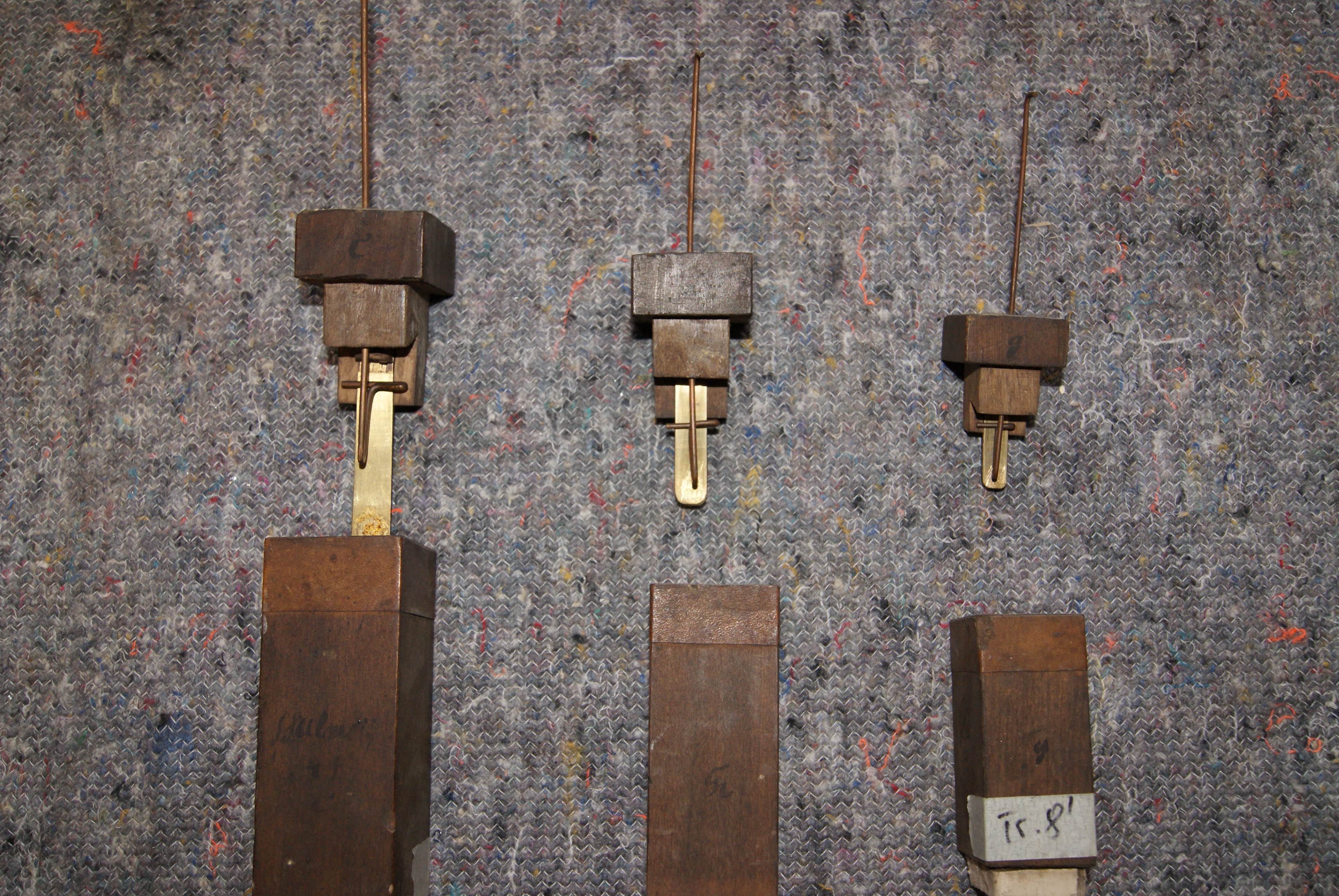
Elementy piszczałek rejestru Schalmei 4'
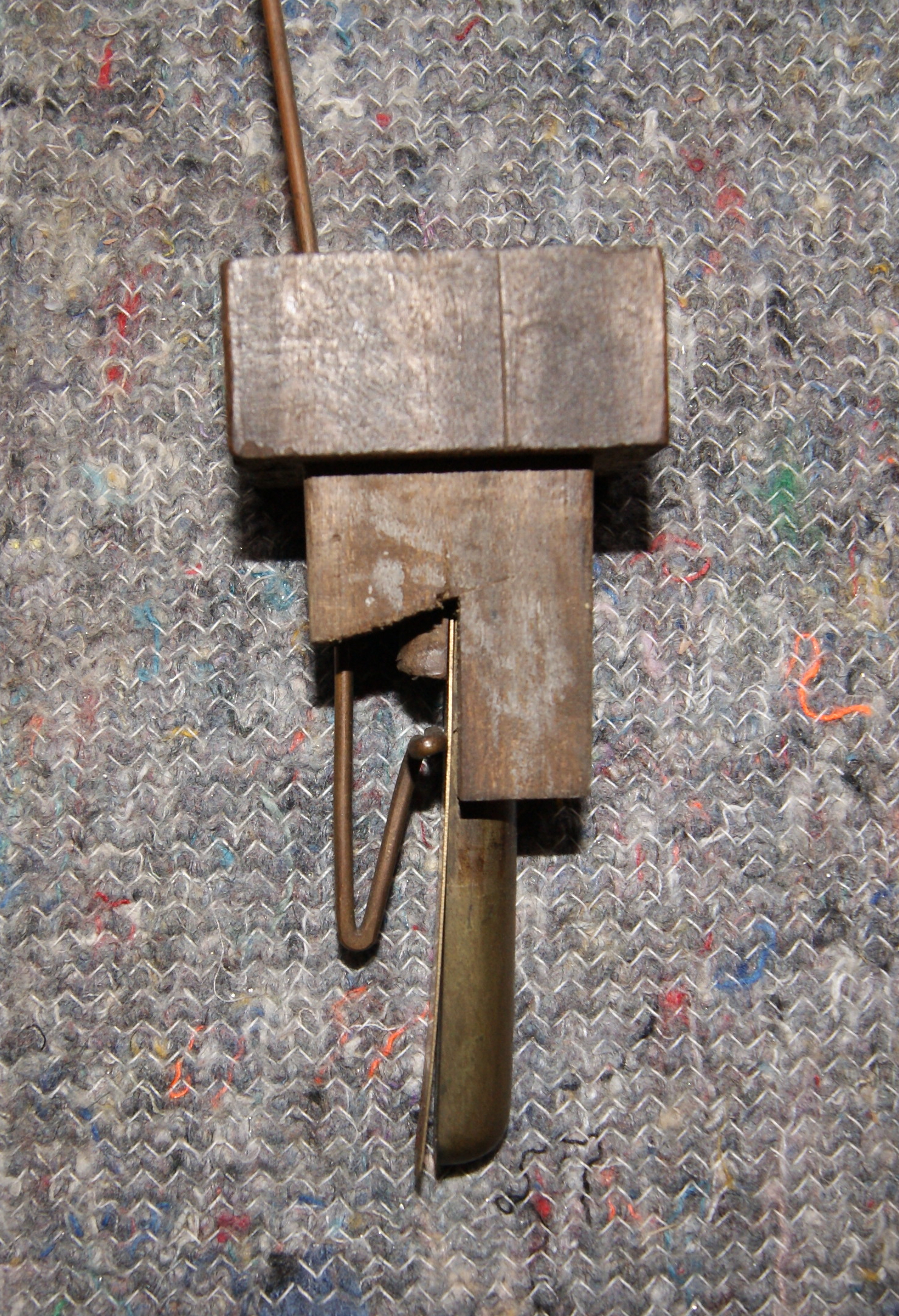
Elementy piszczałek rejestru Schalmei 4'

## Dyskografia
- M. Rost, Danziger Barock I Volckmar – Gronau – Mohrheim, R18-0005-0001, Paschen Records, 2013.
- K. Urbaniak, Danziger Barock II Volckmar – Gronau – Mohrheim, R18-0005-0001, Paschen Records, 2014.